# Hermenevtika
Hermenevtika je študijsko področje, ki se ukvarja z razumevanjem besedil. Primer so študije pomena verskih besedil.
V sodobni filozofiji hermenevtika vključuje tudi tolmačenje sporočil, ki niso v besedila ampak na primer predmeti, simboli; celo zgradbe in arhitektura. Za razumevanje pomena se je treba vživeti v gledišče ter zgodovinski in družbeni kontekst avtorja. Tolmačenje obsega tudi vsebovane metafore, prilike in namige na predhodne vire.